# Бугрувате
Бугрува́те — село в Україні, у Чернеччинській сільській громаді Охтирського району Сумської області. Населення становить 878 осіб.

## Географія
Село Бугрувате знаходиться на березі річки Хухра, вище за течією примикає село Сонячне, нижче за течією примикає село Восьме Березня. На річці велика загата. Село витягнуто вздовж річки на 5,5 км. Відстань до районного центру складає 18 кілометрів.

## Історія
Лежить Бугрувате на кордоні трьох областей — Сумської, Полтавської, Харківської.
Весною і влітку вгорнуте у яскраво-зелений спориш, вигрівається на сонечку у тій долині котра бучиться буграми. Земля навколо села обцяцькована нафтовими вишками.
Радянська окупація розпочалась у грудні 1917 року. До 1918 року село називалося Парфилівка. Село відоме з другої половини XIX століття.
Село постраждало внаслідок геноциду українського народу, проведеного урядом СССР 1932–1933 та 1946–1947 роках.
На фронтах Німецько-радянської війни билися з ворогами 147 жителів бугруватого, 72 за мужність і відвагу нагороджені орденами і медалями, 56 чоловік віддали життя за свободу та незалежність Батьківщини. Споруджено меморіальний комплекс: пам'ятник на братній могилі воїнів, що полягли в боях за визволення села від нацистських загарбників, і стели, на якій викарбувані імена загиблих.
За колгоспом було закріплено 6588 гектар сільськогосподарських угідь, у тому числі 5547 гектар орної землі. Вирощували переважно зернові культури й цукрові буряки. Було розвинуте м'ясо-молочне тваринництво. Допоміжні підприємства — млин, олійниця, дві пилорами. За успіхи у розвитку сільськогосподарського виробництва 38 передовиків були нагороджені орденами і медалями. Зараз у Бугруватому є загальноосвітня школа, будинок культури на 250 місць, бібліотека, магазини, медпункт. Кілька років вже діє клуб «Надвечір'я». Запрошуються на засідання ті, кому за 60. люди співають під баян… Як звикли замолоду. І пісні їхні — сумні й веселі, як життя самої України у всі віки. Лунають і воєнні пісні. Особливо люблять оту жалісну — про матір, котра вирядила на фронт одного за одним трьох синів і жодного не дочекалася.
Діє також клуб молодої сім'ї.
12 червня 2020 року, відповідно до розпорядження Кабінету Міністрів України № 723-р «Про визначення адміністративних центрів та затвердження територій територіальних громад Сумської області», село увійшло до складу Черниччинської сільської громади.
19 липня 2020 року, в результаті адміністративно-територіальної реформи та ліквідації Охтирського району(1923-2020), село увійшло до складу новоутвореного Охтирського району.

## Населення
Згідно з переписом УРСР 1989 року чисельність наявного населення села становила 871 особа, з яких 411 чоловіків та 460 жінок.
За переписом населення України 2001 року в селі мешкало 875 осіб.

### Мова
Розподіл населення за рідною мовою за даними перепису 2001 року:
| Мова       | Відсоток |
| ---------- | -------- |
| українська | 97,49 %  |
| російська  | 2,16 %   |
| білоруська | 0,34 %   |

## Відомі уродженці Бугруватого
- Литовченко Іван Семенович (1921—1996) — український художник декоративного та монументального мистецтва, заслужений діяч мистецтв України, лауреат Національної премії України імені Тараса Шевченка (1998, посмертно).